# Federico Viñas
Federico Viñas, né le 30 juin 1998 à Montevideo en Uruguay, est un footballeur international uruguayen qui évolue au poste d'avant-centre au Real Oviedo, en prêt du Club León.

## Biographie

### CA Juventud
Né à Montevideo en Uruguay, Federico Viñas est formé par le club du CA Juventud, avec lequel il fait ses débuts en professionnel en 2018 en deuxième division uruguayenne. Le club est ensuite promu en première division. Il joue son premier match dans l'élite du football uruguayen le 16 février 2019 contre le CA Fénix. Son équipe s'incline par deux buts à un ce jour-là.

### Club América
Le 29 août 2019, Federico Viñas est prêté avec option d'achat au Club América, au Mexique. Le 15 septembre 2019, Viñas joue son premier match pour le Club América, à l'occasion d'une rencontre de championnat face à l'UNAM Pumas. Débutant la rencontre sur le banc, il entre en jeu à la 76e alors que le score est de 0-0 et il ouvre le score seulement une minute plus tard. Son équipe se fait cependant rejoindre et les deux formations se quittent sur un score nul (1-1).
Le 16 février 2020, Viñas réalise son premier doublé pour le Club América, lors d'une rencontre de championnat face au Atlas FC. Titularisé, il permet à son équipe de s'imposer avec ses deux buts (2-0 score final).
Satisfait par ses performances, le Club América décide de lever son option d'achat, qui s'élève à 1,73 million d'euros.
Le 6 mai 2021, Viñas se fait remarquer lors d'une rencontre de Ligue des champions de la CONCACAF 2022 face aux Timbers de Portland en inscrivant deux buts. Il contribue ainsi fortement à la victoire des siens par trois buts à un,.

### Club León
Le 24 juin 2023, Federico Viñas rejoint un autre club mexicain, le Club León. Il signe un contrat de quatre ans, soit jusqu'en juin 2027.